# BTS World Tour Love Yourself: Speak Yourself
BTS World Tour Love Yourself: Speak Yourself é uma turnê estendida da BTS World Tour Love Yourself liderada pelo grupo sul-coreano BTS. A turnê iniciou-se em 4 de maio de 2019 em Pasadena, Califórnia e terminou em 29 de outubro de 2019. A turnê passou pela América do Norte e do Sul, Europa e Ásia, incluindo os Estados Unidos, Brasil, Reino Unido, França e Japão.

## Antecedentes
A turnê foi anunciada pela primeira vez em 19 de fevereiro de 2019 através do canal da Big Hit Entertainment no YouTube, onde um local para a turnê foi postado. O vídeo apresentava clipes dos membros do BTS, com o título e as datas da turnê escritas em cima deles. Nesse mesmo dia, a Live Nation foi revelada como sendo a promotora de shows, com os ingressos sendo vendidos pela Ticketmaster.

## Recepção comercial
Na América do Norte, os ingressos esgotaram para todas as datas iniciais em aproximadamente duas horas e meia. O show no Estádio de Wembley esgotou em 90 minutos e os ingressos para o show na França esgotaram em cerca de cinco horas e meia. Os ingressos foram colocados à venda no Brasil em 11 de março de 2019. Apesar do site de vendas de ingressos ter problemas de conexão na época, os ingressos esgotaram em 75 minutos. Para acomodar a demanda, foram adicionadas datas adicionais a todas as datas americanas, européias e brasileiras. As datas européias adicionais esgotaram no mesmo dia em que foram listadas.
De acordo com o site de música PopCrush, a turnê teve maiores vendas no primeiro dia nos Estados Unidos e na Europa do que a turnê de 2019 do The Rolling Stones, que começou a ser vendida no mesmo dia. O BTS também é o primeiro artista asiático a ter todos os ingressos esgotados para um show no estádio Rose Bowl.

## Repertório
1. "Dionysus"
2. "Not Today"
3. "Outro: Wings"
4. "Trivia: Just Dance"
5. "Euphoria"
6. "Best of Me"
7. "Serendipity"
8. "Trivia: Love"
9. "Boy With Luv"
10. "Dope"
11. "Silver Spoon"
12. "Fire"
13. "Idol"
14. "Singularity"
15. "Fake Love" (Rocking Vibe Remix)
16. "Trivia: Seesaw"
17. "Epiphany"
18. "The Truth Untold"
19. "Outro: Tear"
20. "Mic Drop"
21. "Anpanman"
22. "So What"
23. "Make It Right"
24. "Mikrokosmos"

## Datas
| Data                       | Cidade                     | País                       | Local                           | Público                    | Receita                    |
| Etapa 1 — América do Norte | Etapa 1 — América do Norte | Etapa 1 — América do Norte | Etapa 1 — América do Norte      | Etapa 1 — América do Norte | Etapa 1 — América do Norte |
| -------------------------- | -------------------------- | -------------------------- | ------------------------------- | -------------------------- | -------------------------- |
| 4 de maio de 2019          | Pasadena                   | Estados Unidos             | Rose Bowl                       | 113,040 / 113,040 (100%)   | US$ 16,557,515             |
| 5 de maio de 2019          | Pasadena                   | Estados Unidos             | Rose Bowl                       | 113,040 / 113,040 (100%)   | US$ 16,557,515             |
| 11 de maio de 2019         | Chicago                    | Estados Unidos             | Soldier Field                   | 88,156 / 88,156 (100%)     | US$ 13,345,795             |
| 12 de maio de 2019         | Chicago                    | Estados Unidos             | Soldier Field                   | 88,156 / 88,156 (100%)     | US$ 13,345,795             |
| 18 de maio de 2019         | East Rutherford            | Estados Unidos             | MetLife Stadium                 | 98,574 / 98,574 (100%)     | US$ 14,050,410             |
| 19 de maio de 2019         | East Rutherford            | Estados Unidos             | MetLife Stadium                 | 98,574 / 98,574 (100%)     | US$ 14,050,410             |
| Etapa 2 — América do Sul   |                            |                            |                                 |                            |                            |
| 25 de maio de 2019         | São Paulo                  | Brasil                     | Allianz Parque                  | 84,728 / 84,728 (100%)     | US$ 7,712,318              |
| 26 de maio de 2019         | São Paulo                  | Brasil                     | Allianz Parque                  | 84,728 / 84,728 (100%)     | US$ 7,712,318              |
| Etapa 3 — Europa           |                            |                            |                                 |                            |                            |
| 1 de junho de 2019         | Londres                    | Inglaterra                 | Wembley Stadium                 | 114,583 / 114,583 (100%)   | US$ 13,545,702             |
| 2 de junho de 2019         | Londres                    | Inglaterra                 | Wembley Stadium                 | 114,583 / 114,583 (100%)   | US$ 13,545,702             |
| 7 de junho de 2019         | Saint-Denis                | França                     | Stade de France                 | 107,328 / 107,328 (100%)   | US$ 13,728,598             |
| 8 de junho de 2019         | Saint-Denis                | França                     | Stade de France                 | 107,328 / 107,328 (100%)   | US$ 13,728,598             |
| Etapa 4 — Ásia             |                            |                            |                                 |                            |                            |
| 6 de julho de 2019         | Osaka                      | Japão                      | Yanmar Stadium Nagai            | 210,000 / 210,000 (100%)   | US$ 9,832,610              |
| 7 de julho de 2019         | Osaka                      | Japão                      | Yanmar Stadium Nagai            | 210,000 / 210,000 (100%)   | US$ 9,832,610              |
| 13 de julho de 2019        | Shizuoka                   | Japão                      | Shizuoka Stadium                | 210,000 / 210,000 (100%)   | US$ 10,486,317             |
| 14 de julho de 2019        | Shizuoka                   | Japão                      | Shizuoka Stadium                | 210,000 / 210,000 (100%)   | US$ 10,486,317             |
| 11 de outubro de 2019      | Riade                      | Arábia Saudita             | King Fahd International Stadium | —                          | —                          |
| 26 de outubro de 2019      | Seoul                      | Coreia do Sul              | Seoul Olympic Stadium           | —                          | —                          |
| 27 de outubro de 2019      | Seoul                      | Coreia do Sul              | Seoul Olympic Stadium           | —                          | —                          |
| 29 de outubro de 2019      | Seoul                      | Coreia do Sul              | Seoul Olympic Stadium           | —                          | —                          |
| Total                      | Total                      | Total                      |                                 | 816,409 / 816,409 (100%)   | $78,940,338                |